# Christus factus est

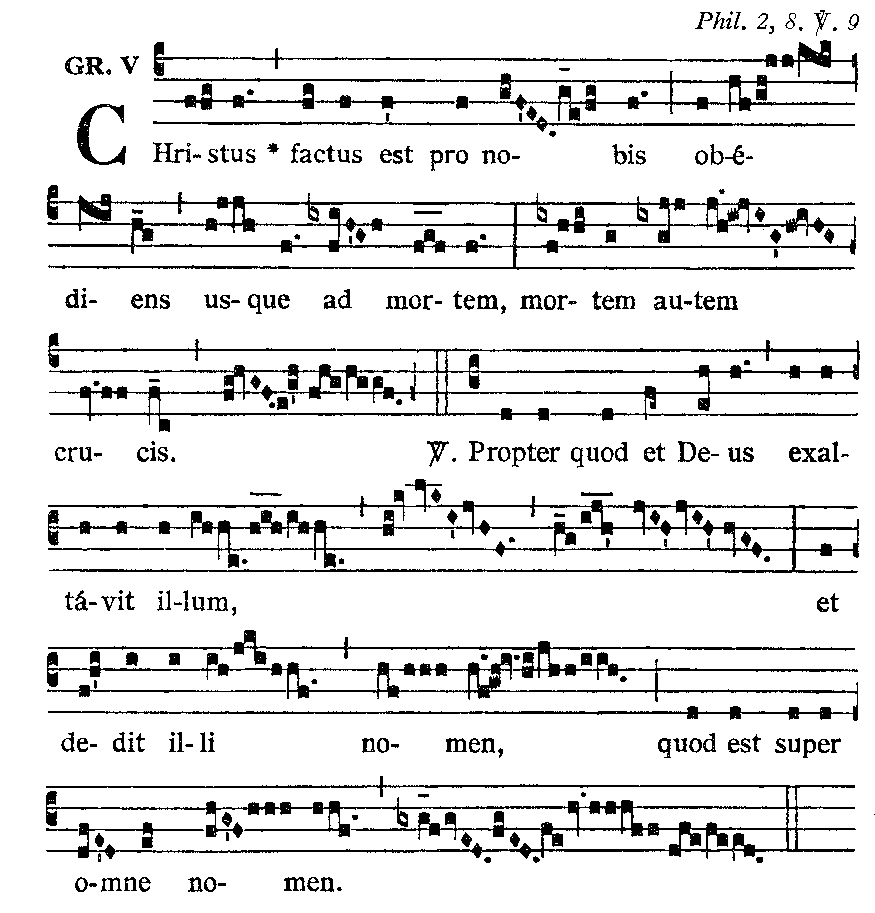
Testo musicato del Christus factus est nel Graduale Romanum, ed. 1979, p. 148, per la domenica delle Palme, dopo la seconda lettura.

Con l'espressione Christus factus est (in italiano "Cristo si è fatto obbediente") s'intende un passo della Lettera ai Filippesi (2,8-9) di san Paolo apostolo, che è impiegato come preghiera nella Chiesa latina per meditare il mistero della Passione nell'aspetto proprio di ciascun giorno del Triduo pasquale nella liturgia e nella preghiera in luogo dell'Angelus.
Il nome dell'espressione deriva dalle prime parole del testo della preghiera.

## Testo latino
Il testo del Christus factus est ricalca Filippesi 2,8-9, con qualche differenza rispetto al testo della Vulgata:  
| Filippesi 2, 8-9 | Christus factus est |
| --- | --- |
| 8 Humiliavit semetipsum factus obediens usque ad mortem, mortem autem crucis. 9 Propter quod et Deus exaltavit illum et donavit illi nomen, quod est super omne nomen. | Christus factus est pro nobis obœdiens usque ad mortem, mortem autem crucis. Propter quod et Deus exaltavit illum et dedit illi nomen, quod est super omne nomen. |

L'inserimento del soggetto Christus e l'aggiunta di est che trasforma il participio in perfetto sono adattamenti, più incisiva è l'omissione di humiliavit semetipsum, nonostante l'evidente giustapposizione rispetto all'exaltavit del versetto successivo, e soprattutto l'inserimento del pro nobis, che collega la Passione alla Redenzione. Nel secondo dei due versetti donavit è stato sostituito da dedit.

## Utilizzo
Il Christus factus est è utilizzato nella liturgia romana:
- nella Messa nel rito romano antico come graduale del Giovedì santo e della festa dell'Esaltazione della Santa Croce, mentre nel rito romano dopo la riforma liturgica è usato come acclamazione al Vangelo alla Messa della Domenica delle Palme, dopo la seconda lettura che lo inscrive nel suo contesto (Filippesi 2,6-11), e acclamazione prima del Passio nell'Azione liturgica del Venerdì Santo.
- nell'Ufficio è impiegato anche come antifona al termine delle lodi dell'Ufficio delle Tenebre, in un modo particolare che permette di meditare il mistero della Passione nell'aspetto proprio di ciascun giorno del Triduo pasquale: infatti al Giovedì santo si canta fino all'usque ad mortem, in riferimento all'agonia del Getsemani, al Venerdì Santo si aggiunge il mortem autem crucis, in riferimento al compimento della Passione, e al Sabato Santo è cantato per intero, aprendo uno squarcio sul mistero della glorificazione pasquale, nell'attuale Liturgia delle ore è utilizzato in modo simile con la differenza che è usato alle Lodi, ai Vespri e a Compieta al posto del responsorio breve, ma al Giovedì Santo si usa solo ai Vespri e a Compieta, dal momento che il Triduo comincia coi Vespri, come è descritto qui di seguito anche per la versione italiana:
Christus factus est pro nobis obœdiens usque ad mortem.
al venerdì santo:
Christus factus est pro nobis obœdiens usque ad mortem, mortem autem crucis
al sabato santo:
Christus factus est pro nobis obœdiens usque ad mortem crucis. Propter quod et Deus exaltavit illum, et dedit illi nomen, quod est super omne nomen.»
Cristo per noi si è fatto obbediente sino alla morte, e alla morte in croce.
Cristo per noi si è fatto obbediente sino alla morte, e alla morte in croce. Per questo Dio lo ha innalzato e gli ha dato un nome che è al di sopra di ogni altro nome.»
Secondo questo stesso schema il Christus factus est si usa recitare o cantare tre volte al giorno (all'alba, a mezzogiorno, alla sera) al posto dell'Angelus.

## Musica
Per l'importanza dell'Ufficio delle Tenebre, il Christus factus est, come accadde per i responsori delle Tenebre, fu messo in musica da diversi compositori di musica sacra. In seguito alla riforma liturgica del 1969 che ha spostato l'ufficio dalla sera alla mattina del giorno successivo, la celebrazione delle Tenebre ha perso importanza o è scomparsa, rendendo rara la possibilità di ascoltare le composizioni del Christus factus est nel contesto liturgico originario.
- Felice Anerio traspose il Christus factus est in polifonia, facendone un graduale a quattro voci[8]. Così fecero anche Hernando Franco[9] e Jacobus Gallus.[10]
- In epoca barocca Juan Bautista Comes compose un Christus factus est per quattro voci a cappella della melodia molto ornata.[11]
- Johann Ernst Eberlin riprese nel XVIII secolo[12] il Christus factus est cantato a 4 voci a cappella.
- Antonio Soler compose un Christus factus est per quattro voci con accompagnamento di basso continuo.[13] Giuseppe Ottavio Pitoni ne ricavò invece un brano per coro a cappella.[14] Anche Johann Michael Haydn ne fece un mottetto per coro molto elaborato, che si conclude in un pianissimo lento e solenne con il Mortem autem crucis.[15]
- Il compositore brasiliano José Maurício Nunes Garcia compose due Christus factus est: il primo nel 1798 per quattro voci con accompagnamento d'organo presenta una melodia solenne e commovente[16], il secondo per quattro voci con accompagnamento d'orchestra [17]. Un'altra composizione brasiliana è quella di Emerico Lobo de Mesquita, sempre per quattro voci e accompagnamento d'organo[18]
- Anton Bruckner musicò il Christus factus est per tre volte: la prima fu nel 1844 per il graduale della Messe für den Gründonnerstag ("Messa per il Giovedì Santo") (WAB 9)[19], poi impiegò lo stesso testo per il mottetto in re minore per otto voci e coro misto con accompagnamento di tre tromboni e quintetto d'archi con contrabbasso ad libitum (WAB 10) del 1873[20]. Tornò sul Christus factus est per il mottetto in re minore (WAB 11) del 1884 per voci e coro a cappella, che è insieme con il Locus iste e l'Ave Maria, fra i più celebri mottetti del compositore austriaco[21].
- Nel XX secolo Mariano Garau compose il Christus factus est esplicitamente come graduale per il Giovedì Santo, rispettando la tradizionale impostazione per quattro voci a cappella[22].
- Nel XXI secolo la compositrice Carlotta Ferrari ha musicato il Christus factus est per il coro dell'Università di Harvard utilizzando il testo in latino e in inglese[23].